# عمرو بن بكر التميمي
عمرو بن بكر التميمي هو أحد الخوارج الثلاث مع عبد الرحمن بن ملجم، والحجاج التميمي الذين خرجوا على الدين وعقدوا العزم على اغتيال ثلاث قادة من المسلمين في ذلك الوقت وهم علي بن أبي طالب وعمرو بن العاص ومعاوية بن أبي سفيان.